# 白山 (花街)
白山（はくさん）はかつて東京都文京区白山一丁目に存在した花街。

## 沿革・概要
白山は江戸時代、指ヶ谷（さすがや）と呼ばれ小役人屋敷が並んでいたが明治期に農地として開墾された。明治20年（1887年）頃、農地を開発し、明治27年（1894年）、銘酒屋（飲み屋に見せかけ、私娼をおいて売春させた店）を開業させたのが花街の起源となった。主な客は陸軍造兵廠東京工廠（現・東京ドーム敷地）に務める工員、不良の徒であった。その賑わいは当時、その付近に居住していた作家・樋口一葉が『にごりえ』で記述している。
その銘酒屋街が芸妓の花街に転身したのは明治45年（1912年）のことである。花街の発起人となったのが酒屋兼居酒屋を経営する秋本鉄五郎であった。秋本は指ヶ谷に花街設立と私娼、無頼の徒を掃討する目的で明治41年（1908年）から6年にかけて警視庁に指定地許可を数回出願し、政治家の大井玄洞、鳩山和夫（鳩山一郎の父、鳩山由紀夫の曾祖父）の助けを借りて6年目の明治45年6月、ようやく正式に許可が下りた。指ヶ谷は指定地制定後最初の花街となり、大正から昭和初期にかけて許可された花街の先駆けとなった。
許可後、組合が結成され、隣接の白山神社から名前を取り、「白山三業組合」とした。料理屋、待合、芸妓置屋が相次いで開業し、大正元年9月（1912年8月に改元）には置屋78軒、待合5軒、料理屋10数軒、芸妓30数名であった。大正4年（1915年）3月、秋本は三業組合を三業会社に変更し、社長に就任した。交通機関の発達により花街は繁栄し、大正9年（1920年）には待合59軒、置屋96軒、芸妓348名に増加、大正11年（1922年）、上野公園で開催された大正博覧会の余興に白山芸妓が出演し喝采を浴びた。
大正12年（1923年）9月1日、関東大震災が発生し東京市内の各花街が被災し、逃れてきた芸妓、経営者らは白山を借りて営業した。
大正13年（1924年）4月、秋本鉄五郎が死去、その養子である秋本平十郎が組織を継ぎ、2階建ての新見番を落成した。昭和2年（1927年）、花街指定地が拡張、路地の石畳が整備された。だが昭和12年（1937年）辺りから戦争が迫り、芸妓、業者は軍隊を慰問、接待し、昭和20年（1945年）3月の東京大空襲から免れ、同年8月に終戦を迎えた。この時の芸妓数は117名であった。
同年8月22日、特殊慰安施設協会（通称・RAA）が発足し、戦災を免れた白山に接待所、接待婦82名が置かれ、外国人を相手にした。しかし梅毒が蔓延、施設は閉鎖、白山花街は戦前の繁栄には戻らなかった。
昭和22年（1947年）、各業種（芸妓置屋、待合、料理屋）による白山互業組合が結成、昭和25年（1950年）、三業組合と替え、後に新興株式会社、三業株式会社に名称変更、組織移行した。昭和47年（1972年）には料亭22軒、昭和52年（1977年）、料亭12軒、芸妓20名となり、昭和54年（1979年）から昭和55年（1980年）にかけ、組合は解散、花街は終焉した。平成30年（2018年）現在、白山には花街時代の建物、路地が残されている。